# نجم يولد
نجم يولد (بالعبرية: כוכב נולד)، هو برنامج إسرائيلي غنائي من تلفزيون الواقع يبحث عن المواهب الغنائية الجديدة، مستندا على النموذج البريطاني للبوب. منذ بدايته على القناة الثانية الإسرائيلية سنة 2003 , حقق البرنامج شعبية كبيرة وصنع العديد من النجوم الغنائية الموسيقية.

## المواسم
| الموسم | العام                    | الفائز     | الثاني     | الثالث    |
| ------ | ------------------------ | ---------- | ---------- | --------- |
| الأول  | ماي وأوت 2003            | نينات تياب | شيري ميمون | شاي جابسو |
| الثاني | فبراير وأوت 2004         |            |            |           |
| الثالث | مارس وأوت 2005           |            |            |           |
| الرابع | ماي وسبتمبر 2006         |            |            |           |
| الخامس | 18 ماي و 29 أوت 2007     |            |            |           |
| السادس | 25 ماي و 26 أوت 2008     |            |            |           |
| السابع | 24 ماي و 30 أوت 2009     |            |            |           |
| الثامن | 22 أبيرل و 4 سبتمبر 2010 |            |            |           |
| التاسع | 2 أبريل و 23 جويلية 2011 |            |            |           |
| العاشر | 22 ماي و 4 سبتمبر 2012   |            |            |           |

## وصلات خارجية
- نجم يولد على موقع IMDb (الإنجليزية)
- نجم يولد على موقع كينوبويسك (الروسية)
- نجم يولد على موقع قاعدة بيانات الفيلم (الإنجليزية)

- الموقع الرسمي لبرنامج نجم يولد.